# Florencia (traghetto)
Florencia è una nave ro-pax varata nel 2003 per Lloyd Sardegna con il nome di Golfo Aranci, nome dedicato all'omonima città gallurese.

## Caratteristiche
Lungo 186 metri e largo 27, il traghetto è capace di trasportare 1000 passeggeri e 150 veicoli oppure 2244 metri lineari di carico merci. La propulsione è consentita tramite due motori Diesel MAN-B&W 9L48/60 da 21600 kW che le consentono di raggiungere una velocità di crociera di 23,5 nodi.durante i lavori svolti nel 2025 è stata aggiunta una sezione che comprende nuove cabine e spazi comuni, portando il numero di cabine da 96 a 129

## Servizio
Prima di una classe composta da due navi Ro-Pax, è simile alle navi Catania e Sorrento. Ordinata nel 2002 da Marsano assieme al Venezia per sostituire Golfo dei Coralli e Golfo dei Delfini (non presi in consegna a causa del ritardo della consegna dei cantieri Stocznia Szczecinska im. A. Warskiego di Stettino), viene impostata il 18 dicembre 2002 presso i cantieri navali Visentini di Porto Viro e varata il 20 dicembre 2003 come di Golfo Aranci e consegnata alla Lloyd Sardegna il 30 aprile 2004, entrando in servizio il 17 maggio sulla Piombino - Olbia, ma effettuando anche corse sulla Livorno - Olbia.
Nel 2006, come tutte le navi della Lloyd Sardegna, passa alla Moby S.p.A. e si pensa di chiamarla inizialmente Moby Easy ma, con l'acquisto della Moby Tommy, l'idea viene abbandonata e a maggio 2007 la nave viene venduta all'Atlantica di Navigazione (Grimaldi Lines), entrando in servizio lo stesso mese sulla Livorno - Barcellona/Valencia per poi essere spostata il 24 giugno sulla nuova linea Livorno - Porto Vecchio, dove rimane fino al 9 settembre, per poi tornare sulla Livorno - Barcellona/Valencia.
Stessa operazione viene ripetuta l'anno successivo, il 22 giugno 2008 rientra in linea sulla Livorno - Porto Vecchio e vi rimane fino all'8 settembre 2008 però la linea viene chiusa e fino al luglio 2012 rimane sulla Livorno - Barcellona/Valencia per poi essere spostata in Adriatico, entrando in servizio nello stesso mese sulla Brindisi - Igoumenitsa - Patrasso. Dal 12 settembre al 2 ottobre viene noleggiata alla Minoan Lines per essere impiegata sulla Ancona - Igoumenitsa - Patrasso ritornando sulla sua linea dal 3 ottobre.
Da gennaio 2013 viene noleggiata alla Grandi Navi Veloci per essere impiegata sulla Civitavecchia - Termini Imerese. Ritornata alla Grimaldi a maggio 2015, viene inserita sul nuovo collegamento Savona - Barcellona in concorrenza GNV.
A maggio 2016 viene noleggiata alla TTT Lines ed entra in servizio sulla Napoli - Catania affiancando il Cartour Gamma. Con l'acquisto del 100% di TTT Lines e l'acquisto del Cartour Gamma (attuale Corfù), Grimaldi nel 2018 cessa il servizio sulla Napoli - Catania e inserisce dapprima il Florencia sulla Civitavecchia - Olbia a giugno e a fine giugno entra in servizio sulla Livorno - Palermo, dove rimane per circa 2 settimane, prima di tornare in Grecia dopo 5 anni di assenza.
Nel dicembre 2018 viene spedita ai Besiktas Shipyard di Yalova per refitting e in tale occasione viene riverniciata con la nuova livrea Grimaldi Lines, tornando in servizio a gennaio. A inizio giugno 2019 sostituisce brevemente il Cruise Ausonia (impegnata a sostituire Cruise Barcelona sulla Civitavecchia - Porto Torres - Barcellona) sulla Civitavecchia - Olbia.
Ad aprile 2020 entra in servizio sulla Salerno - Palermo - Tunisi in sostituzione della Catania, ferma presso i Besiktas Shipyard per lavori di carenaggio e nuova livrea.
A marzo 2021 entra in servizio per la Grimaldi Minoan Lines sulla tratta Ancona - Igoumenitsa assieme al Corfù e dal 2 giugno insieme alla gemella Venezia.
Dal 19 febbraio 2022 prende servizio sulla rotta Brindisi - Igoumenitsa in sostituzione della Euroferry Olympia, che ha subito un incendio.

## Navi gemelle
Segue l'elenco delle navi con il loro nome attuale. Le navi, anche se gemelle, si differenziano per alcuni particolari. Per questo, è evidenziato accanto al nome la classe di progetto.
- Venezia (IMO 9304631)[4]
- Sorrento (IMO 9264312)[5]
- Catania (IMO 9261554)[5]